# 중화민국 해군사령부
국방부 해군사령부(중국어 정체자: 國防部海軍司令部, 영어: Navy Command Headquarters, MND)는 타이베이시 중산구 베이안로 305호의 다지영구(大直營區)에 있는 중화민국 국방부 산하 중화민국 해군의 사령부이다. 사령은 총통이 지목한 해군 2급상장이 임명된다.

## 역사
1912년 4월, 제2대 중화민국 임시대총통에 취임한 위안스카이가 북양정부에 해군부를 설치하였다.
1928년 12월 1일, 해군부가 국민정부 군정부로 옮겨가 해군서로 한 단계 내려갔다.
1929년 6월, 해군서가 다시 해군부로 승격되고 국민정부 행정원으로 이관되었다.
1938년 1월 31일, 해군부의 행정괸리기능과 총사령관의 지휘부를 합쳐 국민정부 군사위원회 산하 해군총사령부로 개편하였다.
1945년 9월, 군정부 아래에 해군처를 개설하였다. 12월에 해군총사령부를 폐지하였다.
1946년 4월, 군정부의 해군처를 해군서로 승격하였다. 6월 1일, 해군서를 해군총사령부로 개편하고 10월 16일에 국방부로 이관되었다.
1949년 5월, 제2차 국공 내전에서 중화민국 국군이 중국 대륙에서의 통제권을 잃고 패배함에 따라 대륙을 떠나 타이완섬의 가오슝시 쭤잉구로 이사하였다.
1954년 4월, 타이베이시 중산구 다지로 이사하였다.
2002년 3월, 해군총사령부 이름에 접두어로 소속 부급 중앙행정기관인  국방부가 붙었다.
2006년 2월 16일, 국방부조직법이 재정되어, 해군총사령부는 사령부로 격식이 한 단계 강등되었다.

## 구조

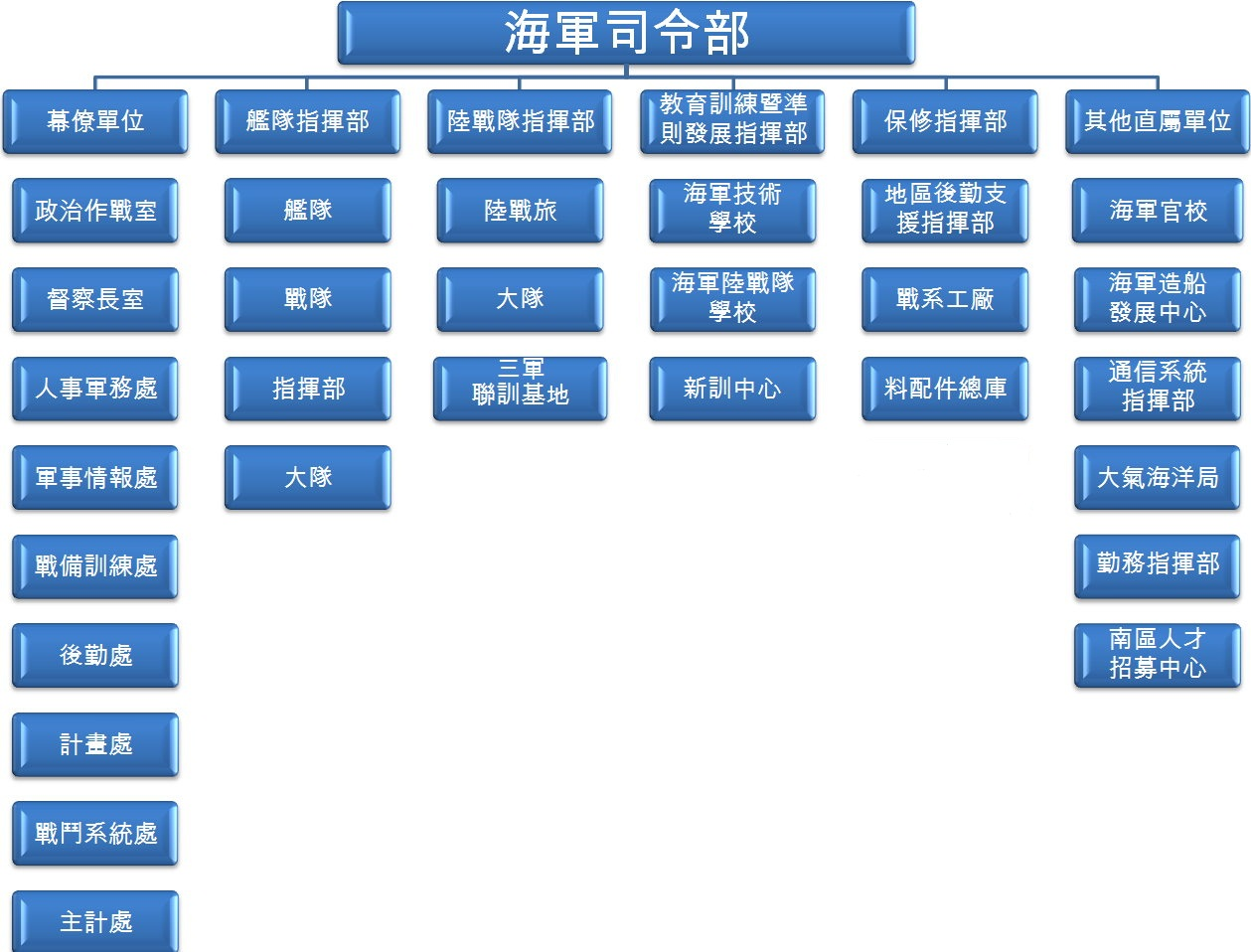
해군사령부의 조직 구조

### 지도부
- 사령 1명 2급 상장
- 부사령 2명 중장
- 참모장 1명 중장
- 부참모장 2명 소장
- 사관독도(督導)장 1명 사관장

### 부서
- 정치작전실 (주임 1명 중장, 부주임 1명 소장)
- 감찰장실 (감찰장 1명 소장, 부감찰장 1명 상교)
- 인사군무처 (처장 1명 소장)
- 군사정보처 (처장 1명 상교)
- 전비훈련처 (처장 1명 소장)
- 후근처 (처장 1명 소장)
- 계획처 (처장 1명 소장)
- 전투계통처 (처장 1명 소장)
- 주계처 (처장 1명 상교)

### 직속부대
- 해군조함발전센터 (주임 소장 1명, 부주임 상교 1명)
- 해군통신계통지휘부 (지휘관 상교 1명, 부지휘관 상교 1명)
- 해군대기해양국 (국장 상교 1명, 부국장 상교 1명)
- 해군근무대대
- 해군조상정보대
- 남구지구인재모집센터
- 해군군관학교 (교장 소장 1명, 교육장 상교 1명)

## 기록

### 소속
1. 북양정부 1912년 4월
2. 국민정부 군정부; 1928년 4월
3. 국민정부 행정원; 1929년 6월
4. 국민정부 군사위원회; 1938년 1월 31일
5. 중화민국 국방부; 1946년 10월 16일

### 계보
- 1912년 4월, 海軍部, 해군부
- 1928년 12월 1일, 海軍署, 해군서
- 1929년 6월, 海軍部, 해군부
- 1945년 9월, 海軍處, 해군처
- 1946년 4월, 海軍署, 해군서
- 1938년 1월 31일, 海軍總司令部, 해군총사령부
- 2002년 3월, 國防部海軍總司令部, 국방부 해군총사령부
- 2006년 2월 16일, 國防部海軍司令部, 국방부 해군사령부

### 참전
- 중일 전쟁
- 제2차 국공 내전

## 같이 보기
- 중화민국 육군사령부
- 중화민국 공군사령부

## 참고
1. ↑  “海軍夥伴” (중국어 (대만)). 中華民國海軍司令部. 2011년 12월 9일에 원본 문서에서 보존된 문서. 2012년 6월 25일에 확인함.